# Волков, Фёдор Иванович
Фёдор Ива́нович Во́лков (1754—1803) — российский архитектор, академик (1794), академик, профессор и адъюнкт-ректор Императорской Академии Художеств.
Мастер строгого классицизма. Волков был носителем принципов французской школы, отличавшейся суровой лапидарностью, сочетавшейся с благородством пропорций и точностью деталировки. В архитектуре Санкт-Петербурга явился предшественником А. Н. Захарова и Ж. Ф. Тома де Томона.

## Биография
Сын солдата-флейтщика Сухопутного кадетского корпуса. Воспитанник Императорской Академии художеств (1764—1772). За время обучения был награждён несколькими наградами Академии художеств: малой серебряной медалью (1767), малой золотой (1770 год) за проект «публичного фонтана», большой золотой медалью (1772) за проект «Биржи». Выпущен из Академии с аттестатом художника-архитектора (1773) и отправлен за границу пенсионером Академии художеств на 4 года. Обучался в Италии и Франции, а также в Венеции у Томаса Треманци. Посетил Виченцу, Падую, Верону, Рим и Париж. В Венеции удостоился получить по конкурсу золотую медаль за проект церкви от Веницианской академии, а в Париже занимался под руководством Дювальи и состоял его помощником при разных постройках, между прочим, при сооружении театральной залы в Шуази, и заслужил золотую медаль от Парижской академии. Работал с 1776 у архитектора Шарля де Вайи, учителя — В. И. Баженова и И. Е. Старова.
В 1782 вернулся в Санкт-Петербург. Поступил на службу в Казённую палату. Получил звание «назначенного в академики» (1792) за чертежи «Триумфального моста и карантинного дома». Получил звания академика и профессора (1794). Член Совета Академии художеств (1795). С 1796 года и до конца жизни заведовал в Академии художеств классом архитектуры, со званием адъюнкт-ректора. Заведовал достройкой здания Академии художеств.
В 1780-х гг. работал для светлейшего князя Г. А. Потемкина.
С 1792 причислен к Кабинету Его Императорского Величества.
Умер в 1803 году в Санкт-Петербурге.

## Работы

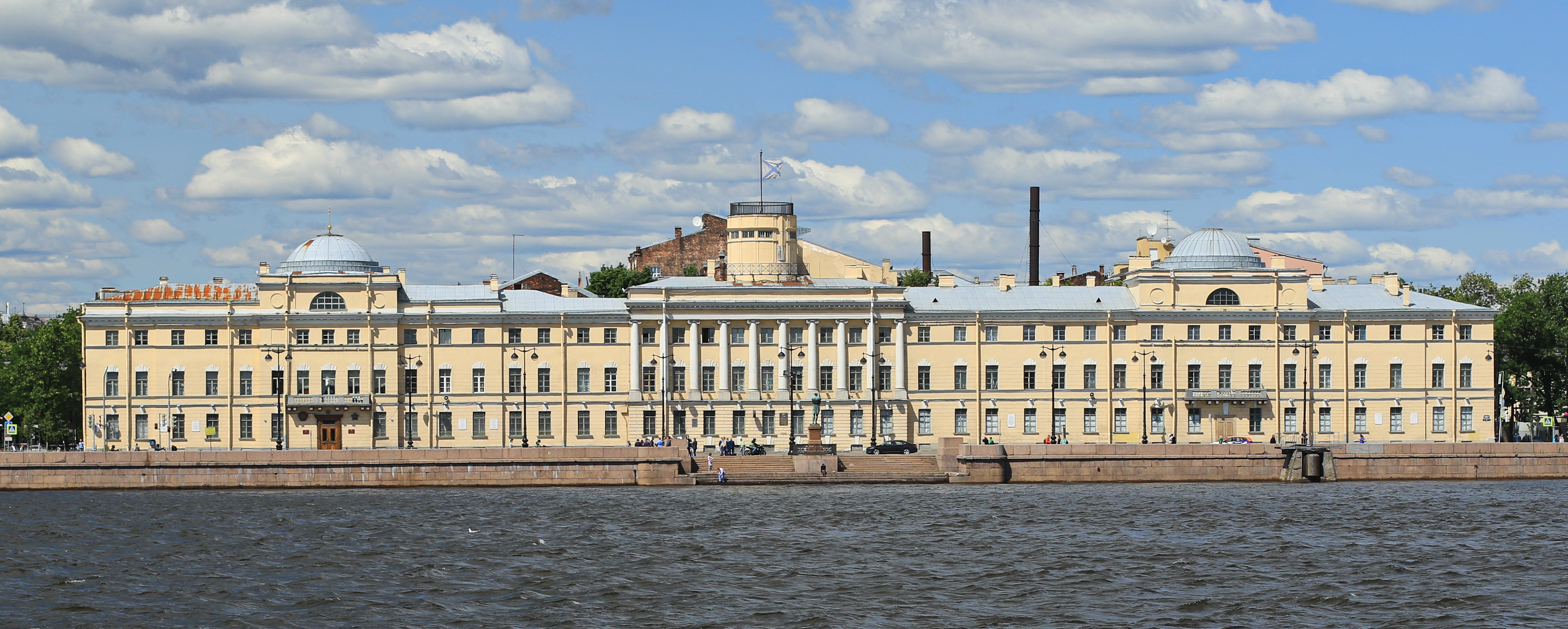
Здание Морского кадетского корпуса, работа Волкова и первая в Санкт-Петербурге реконструкция целого квартала

Строил винные и соляные склады на месте Партикулярной верфи (Соляной городок), пивоварни на Выборгской стороне (на месте нынешних «Крестов»), проектировал здания присутственных мест для городов Санкт-Петербургской губернии.
Сооружал ограду Таврического сада, оранжереи и дом садового мастера В. Гульда (1793—1794). Среди работ Волкова для морских и военных ведомств — комплексы Галерной гавани (1791), казармы лейб-гвардии Семёновского полка (1796—1799), здания Морского кадетского корпуса c домовым храмом при нём в честь св. Павла Исповедника (1797—1798) и казарм местных войск на набережной р. Фонтанки у Гороховой улицы (1798—1803).